# Çiftlikköy, Şavşat
Çiftlik là một xã thuộc huyện Şavşat, tỉnh Artvin, Thổ Nhĩ Kỳ. Dân số thời điểm năm 2010 là 179 người.